# 2949 Kaverznev
2949 Kaverznev је астероид главног астероидног појаса са средњом удаљеношћу од Сунца која износи 2,194 астрономских јединица (АЈ).
Апсолутна магнитуда астероида је 13,3.